# Sibinia
Sibinia är ett släkte av skalbaggar som beskrevs av Ernst Friedrich Germar 1817. Sibinia ingår i familjen vivlar.

## Bildgalleri

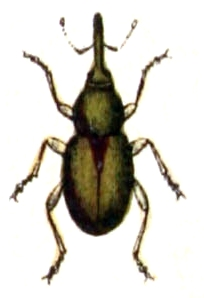
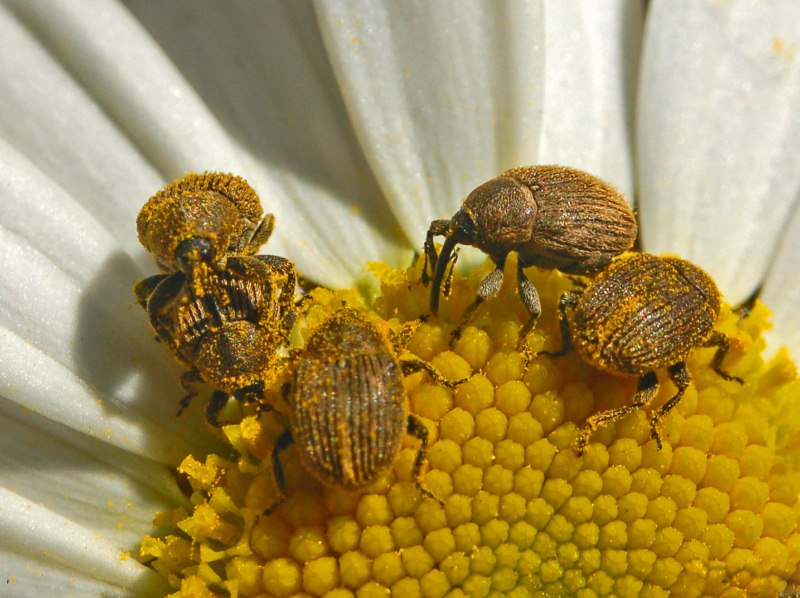
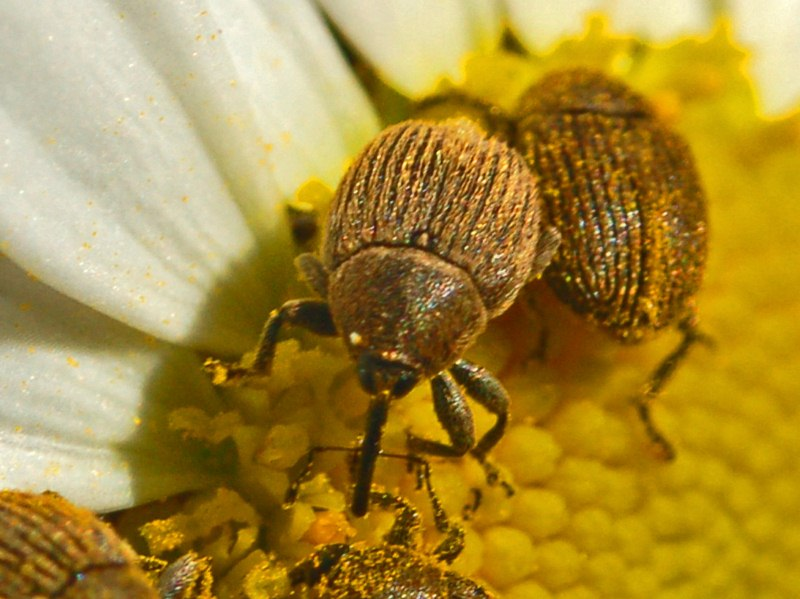

## Dottertaxa tillSibinia, i alfabetisk ordning[1][2]
- Sibinia abdominalis
- Sibinia abeillei
- Sibinia aegyptiaca
- Sibinia ajugae
- Sibinia albidula
- Sibinia albolateralis
- Sibinia albolineata
- Sibinia albosquamosa
- Sibinia algirica
- Sibinia alpina
- Sibinia americana
- Sibinia amplithorax
- Sibinia amylacaea
- Sibinia angulicollis
- Sibinia annulifera
- Sibinia antennalis
- Sibinia arenaria
- Sibinia arenariae
- Sibinia argenteofulva
- Sibinia argenteomicans
- Sibinia argentifera
- Sibinia argentinensis
- Sibinia armata
- Sibinia asiatica
- Sibinia aspersa
- Sibinia attalica
- Sibinia auliensis
- Sibinia aureofulva
- Sibinia aureolus
- Sibinia auricollis
- Sibinia aurithorax
- Sibinia beckeri
- Sibinia bilineata
- Sibinia bipunctata
- Sibinia bohemanni
- Sibinia bonfilsi
- Sibinia brevinasus
- Sibinia brevior
- Sibinia breviuscula
- Sibinia brondeli
- Sibinia cana
- Sibinia candidata
- Sibinia castaneipennis
- Sibinia cedrorum
- Sibinia centromaculata
- Sibinia cervina
- Sibinia cinctella
- Sibinia cinerascens
- Sibinia compacta
- Sibinia concinna
- Sibinia consanguinea
- Sibinia conspicua
- Sibinia cretacea
- Sibinia cretaceocincta
- Sibinia cuprifer
- Sibinia cuprifera
- Sibinia curtiformis
- Sibinia curtirostris
- Sibinia curtula
- Sibinia demugita
- Sibinia densata
- Sibinia desbordesi
- Sibinia dilataticollis
- Sibinia dissimilis
- Sibinia dissipata
- Sibinia distinctirostris
- Sibinia dohrni
- Sibinia dorsalis
- Sibinia elegantulus
- Sibinia excepta
- Sibinia exigua
- Sibinia fallax
- Sibinia farinosa
- Sibinia fausti
- Sibinia femoralis
- Sibinia ferruginea
- Sibinia finitima
- Sibinia flavicollis
- Sibinia formosa
- Sibinia fortirostris
- Sibinia fraxini
- Sibinia freudei
- Sibinia fugax
- Sibinia fulva
- Sibinia fulvirostris
- Sibinia fulviventris
- Sibinia fulvoaurea
- Sibinia fusca
- Sibinia fuscipes
- Sibinia gallica
- Sibinia gallicola
- Sibinia gemmans
- Sibinia genistae
- Sibinia gloriosa
- Sibinia grandicollis
- Sibinia grisescens
- Sibinia guillebeaui
- Sibinia gyllenhali
- Sibinia haematopus
- Sibinia harmonica
- Sibinia heydeni
- Sibinia hispanica
- Sibinia hopffgarteni
- Sibinia humeralis
- Sibinia iberica
- Sibinia imbricata
- Sibinia inausa
- Sibinia inclusa
- Sibinia indigena
- Sibinia insimulata
- Sibinia irrorata
- Sibinia jucunda
- Sibinia junceus
- Sibinia kocheri
- Sibinia laetaria
- Sibinia lateralis
- Sibinia lepidota
- Sibinia leprieuri
- Sibinia lineata
- Sibinia lineolata
- Sibinia lugdunensis
- Sibinia luteoviridis
- Sibinia lyrata
- Sibinia maculicollis
- Sibinia massageta
- Sibinia meles
- Sibinia meliloti
- Sibinia melina
- Sibinia meridionalis
- Sibinia minutissima
- Sibinia mixta
- Sibinia modesta
- Sibinia molitor
- Sibinia multiguttata
- Sibinia neganda
- Sibinia nigritarsis
- Sibinia nigrovittata
- Sibinia nitidirostris
- Sibinia niveivittis
- Sibinia oblonga
- Sibinia obscuripes
- Sibinia ochracea
- Sibinia ochreata
- Sibinia ochreosa
- Sibinia otiosa
- Sibinia pacifica
- Sibinia pallida
- Sibinia parallela
- Sibinia paronychiae
- Sibinia parvula
- Sibinia pellucens
- Sibinia perrisi
- Sibinia peruana
- Sibinia phalerata
- Sibinia picardi
- Sibinia pici
- Sibinia picirostris
- Sibinia picturata
- Sibinia pilosella
- Sibinia planiuscula
- Sibinia polylineata
- Sibinia polylineatus
- Sibinia potentillae
- Sibinia praeventa
- Sibinia primita
- Sibinia prujai
- Sibinia pulcherrima
- Sibinia pumilus
- Sibinia punctirostris
- Sibinia pungens
- Sibinia pusilla
- Sibinia pusillus
- Sibinia pyrrhodactyla
- Sibinia quinquenotata
- Sibinia quinquepunctata
- Sibinia quinquepunctatus
- Sibinia recreata
- Sibinia reichei
- Sibinia reitteri
- Sibinia roelofsi
- Sibinia rotundata
- Sibinia rotundicollis
- Sibinia rubescens
- Sibinia rubripes
- Sibinia rudepilosa
- Sibinia rufirostris
- Sibinia rufula
- Sibinia rungsi
- Sibinia sahlbergi
- Sibinia sardiniensis
- Sibinia schaumi
- Sibinia schneideri
- Sibinia scutellaris
- Sibinia seducta
- Sibinia seriata
- Sibinia sericea
- Sibinia sicana
- Sibinia signata
- Sibinia signita
- Sibinia silenes
- Sibinia sodalis
- Sibinia solariella
- Sibinia sparsuta
- Sibinia squamans
- Sibinia statices
- Sibinia staticis
- Sibinia stierlini
- Sibinia striatula
- Sibinia striatulus
- Sibinia subconglobata
- Sibinia subelliptica
- Sibinia subirrorata
- Sibinia sublineata
- Sibinia submaculata
- Sibinia submeticollis
- Sibinia subolivacea
- Sibinia subpiligera
- Sibinia subtriangulifera
- Sibinia subulirostris
- Sibinia subvittata
- Sibinia suturalis
- Sibinia suturella
- Sibinia syriaca
- Sibinia tangeriana
- Sibinia taschkentica
- Sibinia tenuirostris
- Sibinia tessellata
- Sibinia theryi
- Sibinia tibialis
- Sibinia tibiella
- Sibinia tomentosa
- Sibinia tomentosus
- Sibinia tournieri
- Sibinia trivittata
- Sibinia turcomanica
- Sibinia tychiiformis
- Sibinia tychioides
- Sibinia umbrosa
- Sibinia unca
- Sibinia unicolor
- Sibinia uniformis
- Sibinia urbana
- Sibinia vagabunda
- Sibinia valenciana
- Sibinia variata
- Sibinia vaucheri
- Sibinia velutina
- Sibinia ventralis
- Sibinia venusta
- Sibinia venustus
- Sibinia versicolor
- Sibinia villosa
- Sibinia virescens
- Sibinia viscariae
- Sibinia vittata
- Sibinia vittatus
- Sibinia vulpina
- Sibinia zebra
- Sibinia zuberi